# Calathea ucayalina
Calathea ucayalina är en strimbladsväxtart som beskrevs av Huber. Calathea ucayalina ingår i släktet Calathea och familjen strimbladsväxter. Inga underarter finns listade.